# Farmàcia Esteve

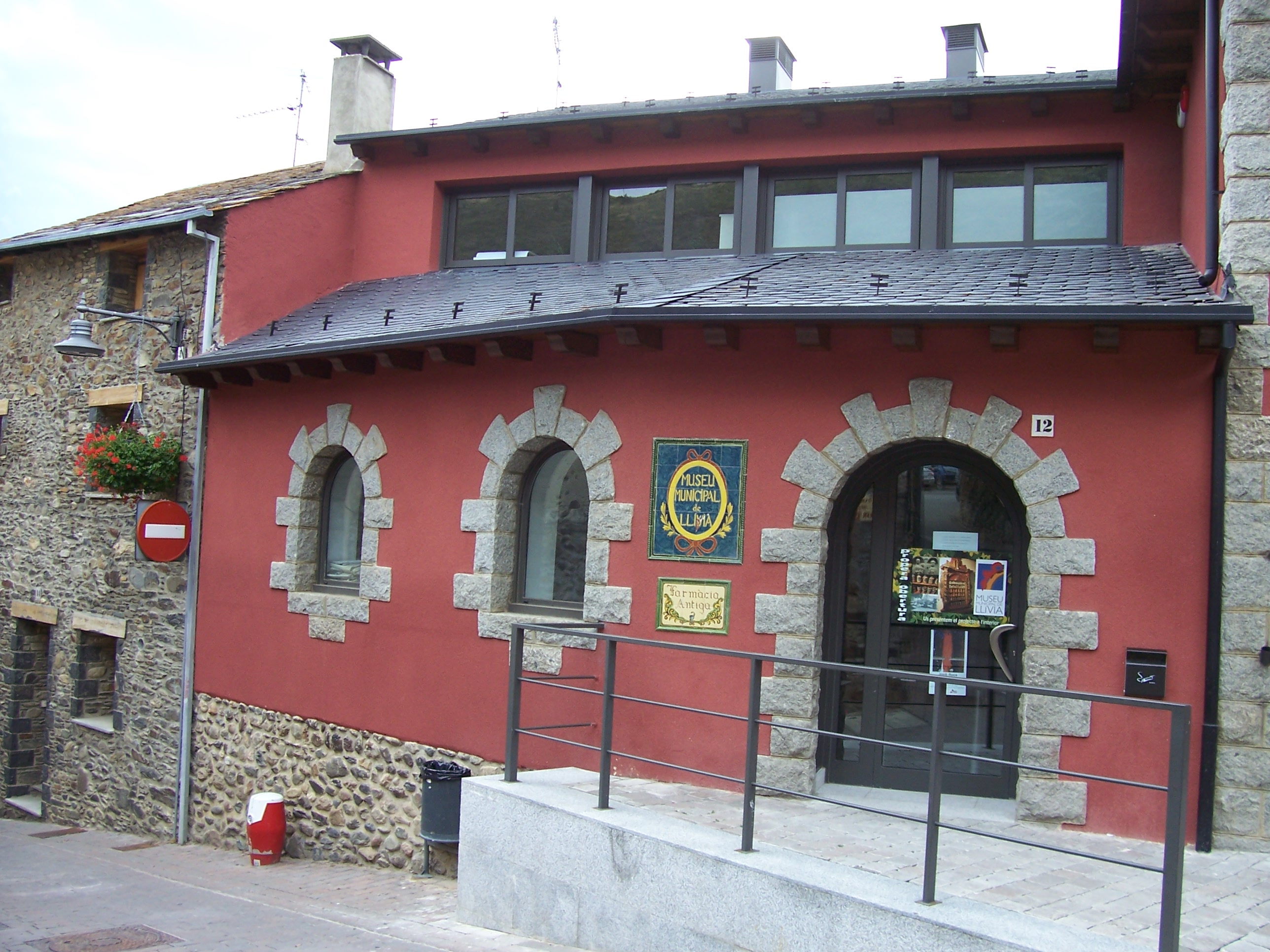
Fassade des Museums

Die Farmàcia Esteve ist eine historische Apotheke in der spanischen Exklave Llívia, im französischen Teil der Pyrenäen.  Sie zählt zu den ältesten Apotheken in Europa.

## Geschichte
1415  gründete Jaume Esteve die Farmàcia. Sie war rund 527 Jahre lang im Familienbesitz. León Antonio Esteve (Nachkomme in der 23. Generation) gab 1942 die Apotheke auf und eröffnete in Puigcerdà eine neue Apotheke. 1958 entschied sich der Gemeinderat von Llivia für den Erhalt der historischen Apotheke und die Einrichtung als Museu Municipal. 1965 erfolgte auf Mehrheitsbeschluss der Diputación de Girona, Provinz Girona der Ankauf der Apotheke. Das gesamte Inventar wurde unter Schutz gestellt und eingetragen im Cultural d’Interès Local (BCIL) en l’Inventari del Patrimoni Cultural català amb el codi IPA-7775.

## Museum
Im Museum  wurden alle drei Bereiche der ehemaligen Apotheke, dem eigentlichen Laden, dem Hinterzimmer und auch das Labor dem Original entsprechend renoviert und eingerichtet. Die Sammlung zeigt neben dem Ladentisch, eine Bibliothek, Rezepturen, Mörser, Destillierapparate, barocker Giftschrank, in dem die am stärksten wirksamen Substanzen und Heilmittel aufbewahrt wurden.

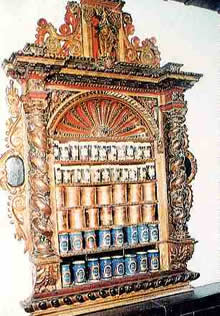
Barocker Medizinschrank in der Farmàcia Esteve

Im Labor sind die einzelnen Apparaturen strategisch verteilt, um so die Atmosphäre nachzubilden, in der einst die Heilmittel nach den vom Arzt vorgelegten Rezepturen zusammengestellt wurden. Die wertvollen, bunten Arzneibehälter aus Keramik im Renaissancestil stammen vermutlich aus den Anfängen des 16. Jahrhunderts und zeigen neben Darstellungen botanischer Motive auch Abbildungen derjenigen Heiligen, die man damals für Genesung der Leiden als bedeutend hielt. Die genaue Herkunft ist bis heute nicht geklärt. In einer weiteren Vitrine ist eine Kollektion von Barockbehältern und in der reichhaltigen Bibliothek befindet sich ein besonders voluminöses Meisterwerk der Heilkunst aus dem Jahr 1652.